# Blekendorf
Blekendorf là một đô thị thuộc huyện Plön, trong bang Schleswig-Holstein, nước Đức. Đô thị Blekendorf có diện tích 38,34 km², dân số thời điểm 31 tháng 12 năm 2006 là 1811 người.